# 海棠北城門
海棠北城門位於四川省涼山州呷洛縣，文物遺址年代判定為清。2012年7月16日公佈為第八批四川省文物保護單位。
海棠北城門位於四川省涼山彝族自治州呷洛縣海棠鎮海棠村，占地117平方米，城門面東，始建於明嘉靖四年（1525年），清雍正八年（1730年）續侈，清道光十八年(1838年〉修築磚石城牆，城磚上鑄有“道光十八年”字樣，城門高5.5米，拱高4.07米，城門寬3.32米，城門洞厚2.83米。緊連北城門北面有50米城牆保存完好，另有東、南、北900多米古城牆殘跡尚存。距城門西220米處城牆邊保留有一處明代石刻，上書“將源”二字，字跡清楚、完整。海棠北城門及“將源”石刻地處海棠古城內，是茶馬古道上的重要歷史遺存。“將源”石刻是研究我國少數民族地區石刻文化的重要文物，處於彝、漢、藏文化交匯處，歷史悠久，保存較完好，具有較高的歷史、社會、科學、藝術價值。2007年，海棠北城門被涼山彝族自治州人民政府公佈為州級文物保護單位。